# Водяная (приток Быка)
Водяная — река на Украине, левый приток реки Бык, бассейн Днепра. Протекает на северо-западе Донецкой области (Добропольский район). Впадает в Бык в селе Криворожье. По состоянию на 2010-й год практически пересохла. Длина реки — 21 км. Площадь водосборного бассейна — 159 км².
Над рекой расположены сёла Криворожье, Новофёдоровка, Доброполье, Водянское, посёлок Светлое, город Белицкое.
Южнее Быка, в верховье реки, расположен город Доброполье.